# Guido Orthen
Guido Orthen (* 31. Juli 1966 in Heimersheim) ist ein deutscher Kommunalpolitiker (CDU). Er ist seit 2010 Bürgermeister der Kurstadt Bad Neuenahr-Ahrweiler.

## Leben und Wirken
Guido Orthen wuchs in Heimersheim auf und bestand 1986 am Are-Gymnasium Bad Neuenahr-Ahrweiler das Abitur. 1988 begann er ein Studium der Rechtswissenschaft an der Rheinischen Friedrich-Wilhelms-Universität Bonn, das er 1997 mit dem Zweiten Staatsexamen abschloss. Seitdem arbeitete Orthen für die Stadtverwaltung Bad Neuenahr-Ahrweiler. Zunächst als Justiziar, ab 2000 als Personalchef und schließlich von 2002 bis zu seiner Wahl zum Bürgermeister als Erster Beigeordneter.
Im Juni 2025 nominierte ihn die CDU als Kandidaten und Nachfolger von Horst Gies für die Landtagswahl in Rheinland-Pfalz im Jahre 2026.
Er ist verheiratet und Vater eines Sohnes.

## Politik
Guido Orthen engagierte sich als Schüler in der Jungen Union ist seit 1982 Mitglied der CDU. Von 1999 bis 2002 war er Kreistagsmitglied und Kreisbeigeordneter des Landkreises Ahrweiler.
Am 25. April 2010 erzielte er bei der Bürgermeisterwahl in Bad Neuenahr-Ahrweiler 57,8 % der Stimmen und setzte sich damit im ersten Wahlgang gegen fünf Gegenkandidaten durch. Er folgte Hans-Ulrich Tappe nach und trat sein Amt am 1. August 2010 an. Bei der Direktwahl am 12. November 2017 wurde er mit einem Stimmenanteil von 84,4 Prozent für weitere acht Jahre in seinem Amt bestätigt.
Im Juli 2023 ließ er sein Amt wegen Überlastung nach der Flutkatastrophe 2021 vorübergehend ruhen.